# The Inspiration: Thug Motivation 102
The Inspiration, znany także jako The Inspiration: Thug Motivation 102 – drugi duży album amerykańskiego rapera Young Jeezy wydanym przez wytwórnię Def Jam Recordings w 2006 roku. Czwarty ogólnie. Pierwszym singlem był utwór „I Luv It”, a drugim „Bury Me G”. 
Jeezy nagrał 120 piosenek na tę płytę i wybrał tylko 16 najlepszych. Album zadebiutował na 1. miejscu listy Billboard 200.

## Lista utworów
| #  | Tytuł                               | Producent(ci)                   | Goście                      | Czas |
| -- | ----------------------------------- | ------------------------------- | --------------------------- | ---- |
| 1  | „Hypnotize” (Intro)                 | Shawty Redd                     |                             | 3:41 |
| 2  | „Still on It”                       | Midnight Black i DJ Nasty & LVM |                             | 3:46 |
| 3  | „U Know What It Is”                 | Shawty Redd                     |                             | 3:44 |
| 4  | „J.E.E.Z.Y”                         | Shawty Redd                     |                             | 3:49 |
| 5  | „I Luv It”                          | DJ Toomp                        |                             | 4:00 |
| 6  | „Go Getta”                          | The Runners                     | R. Kelly                    | 3:49 |
| 7  | „3 A.M.”                            | Timbaland                       | Timbaland                   | 3:56 |
| 8  | „The Realest”                       | Drumma Boy                      |                             | 4:09 |
| 9  | „Streets on Lock”                   | Cool & Dre                      |                             | 3:34 |
| 10 | „Bury Me a G”                       | J.U.S.T.I.C.E. League           |                             | 4:43 |
| 11 | „Dreamin'”                          | The Runners                     | Keyshia Cole                | 4:49 |
| 12 | „What You Talkin' Bout”             | Mr. Collipark                   |                             | 3:48 |
| 13 | „Keep It Gangsta”                   | Key Pusherz                     | Slick Pulla & Blood Raw     | 4:36 |
| 14 | „Mr. 17.5”                          | Don Cannon                      |                             | 3:30 |
| 15 | „I Got Money”                       | DJ Toomp                        | T.I.                        | 3:59 |
| 16 | „The Inspiration (Follow Me)”       | Anthony Dent                    |                             | 4:25 |
| 17 | „I Do This” (utwór dodatkowy)       | Speedy                          |                             | 4:13 |
| 18 | „Hood Rat” (utwór dodatkowy)        | DJ Paul & Juicy J               | Three 6 Mafia & Project Pat | 4:27 |
| 19 | „National Anthem” (utwór dodatkowy) | CHOPS                           |                             | 4:04 |

## Sample
„I Luv It”
- „I Believe to My Soul” Donny Hathaway

„Go Getta”
- „Born on Halloween” Blue Magic
- „Gone Away” Roberta Flack

„Streets on Lock”
- Interpolation of „Out of Touch” Hall & Oates

„Bury Me a G”
- „Child of God” Millie Jackson

„Dreamin'”
- „Dreaming” Bill Summers

„What You Talkin' 'Bout”
- „Close the Door”

„Mr. 17.5”
- „Give Me Just Another Day” The Miracles

„I Got Money”
- „Upiór w operze” Andrew Lloyd Webber

„The Inspiration (Follow Me)”
- „Muscles” Diana Ross

## Pozycje na listach
| Lista (2006)                          | Pozycja |
| ------------------------------------- | ------- |
| U.S. Billboard 200                    | 1       |
| U.S. Billboard Top R&B/Hip-Hop Albums | 1       |
| U.S. Billboard Top Rap Albums         | 1       |